# Капрара (Перуђа)
Капрара је насеље у Италији у округу Перуђа, региону Умбрија.
Према процени из 2011. у насељу је живело 113 становника. Насеље се налази на надморској висини од 521 м.